# 黃巨蜥
黃巨蜥（Varanus flavescens），又名黃色巨蜥，是一種巨蜥。

## 特徵
黃巨蜥體長1呎3吋，尾巴長1呎8吋。牠們的吻尖而且短。鼻孔斜開，較接近吻。腳趾短，第四趾不會長過大腿骨。頭部鱗片細小，眶上鱗片向外漸大。背部鱗片呈圓形，腹部鱗片光滑，共有65-75行。尾巴扁平，鱗片突起。背部呈橄欖色或黃色，有不規則的斑紋。腹部呈黃色，有一些褐色的橫紋，在喉嚨位置清晰可見。幼蜥背部呈深褐色，有黃色斑點，逐步變成斑紋。腹部也呈黃色，有深褐色的橫紋。

## 分佈
黃巨蜥分佈在印度、巴基斯坦、尼泊爾及孟加拉的印度河、恒河及布拉馬普特拉河的氾濫平原。

## 外部連結
- TIGR Reptile Database上的Varanus flavescens